# 日向軌道
日向軌道（日语：／）是一條曾經在宮崎縣內，以專營貨運的馬車鐵路和臺車路線。同時為一間鐵路公司。
日向軌道從宮崎輕便鐵道（後來為日本國有鐵道妻線）杉安站作為起點，終點為二軒橋站。在二軒橋站連接銀鏡軌道（日语：／）。鐵路主要用途為運送木材。
在鐵路沿線還有一些鐵橋遺跡，在終點二軒橋站廢除後數年，由於一瀨水壩落成而被水淹沒。

## 公司概要
截至1928年（昭和3年）
- 總部：宮崎縣兒湯郡上穗北村
- 資本：250000日圓

## 路線資料
- 路線距離：杉安 - 二軒橋之間23.1公里
- 軌距：762毫米

## 歷史
- 1925年（大正14年）7月18日 獲得軌道建設許可[2][3][4]
- 1925年（大正14年）8月29日 公司成立[2][5]
- 1927年（昭和2年）7月8日[1][3]或7月9日[2] 鐵路線啟用
- 1929年（昭和4年）4月18日 申請軌道建設許可（兒湯郡三納村至同郡西米良村之間）[6]
- 1930年（昭和5年）1月1日 開設巴士路線（兒湯郡上穗北村-穗北-同郡妻町之間 7公里）[7]
- 1931年（昭和6年）6月9日 延伸工程施工認可得到延期（期限為1931年10月17日）[8]
- 1932年（昭和7年）5月7日 延伸工程施工認可得到延期（期限為1932年10月17日）[9]
- 1933年（昭和8年）2月23日 延伸工程施工認可得到延期（期限為1933年10月17日）[10]
- 1934年（昭和9年）2月1日 延伸工程施工認可得到延期（期限為1934年10月17日）[11]
- 1935年（昭和10年）8月28日 軌道特許失效（兒湯郡西米良村大字越野尾-同村大字村所之間 建設期限已過）[12]
- 1945年（昭和20年）3月10日 批准廢線[1]
- 1949年（昭和24年） 西都營林署收購片内站至二軒橋前之間的路段，變為片內林道（2級2,440米），在1952年前一直還在使用[13]

## 運輸、收支業績、車輛數目
| 年度 | 貨運量（公噸） | 營業收入（日圓） | 營業支出（日圓） | 利潤（日圓） | 其他利潤（日圓） | 其他支出（日圓） | 支付利息（日圓） | 無蓋貨車 |
| ---- | -------------- | ---------------- | ---------------- | ------------ | ---------------- | ---------------- | ---------------- | -------- |
| 1927 | 未有報告       | 17,176           | 16,254           | 922          |                  | 折舊922          |                  | 未有報告 |
| 1928 | 9,955          | 54,018           | 47,257           | 6,761        | 巴士3,948        | 折舊5,609        | 8,904            | 25       |
| 1929 | 10,323         | 50,813           | 44,448           | 6,365        | 巴士1,269        | 雜項與折舊3,215  | 1,112            | 16       |
| 1930 | 9,152          | 36,151           | 30,580           | 5,571        | 巴士2,398        | 雜項與折舊5,737  | 245              | 16       |
| 1931 | 5,106          | 20,239           | 16,648           | 3,591        | 巴士1,541        | 折舊5,486        | 127              | 10       |
| 1932 | 4,734          | 12,670           | 14,287           | ▲ 1,617      |                  | 巴士924          | 64               | 10       |
| 1933 | 6,376          | 12,008           | 17,328           | ▲ 5,320      | 巴士639          | 雜項與折舊1,814  | 304              | 13       |
| 1934 | 8,037          | 16,211           | 18,956           | ▲ 2,745      |                  | 雜項與折舊717    | 4                | 13       |
| 1935 | 8,242          | 17,454           | 21,881           | ▲ 4,427      |                  | 雜項與折舊2,035  |                  | 15       |
| 1936 | 6,670          | 15,022           | 15,730           | ▲ 708        | 巴士1,729        |                  |                  | 11       |
| 1937 | 未有報告       |                  |                  |              |                  |                  |                  |          |
| 1939 | 8,311          | 22,153           | 29,751           | ▲ 7,598      | 巴士5,934        | 雜項2,426        |                  |          |
| 1941 | 1,390          | 4,196            | 5,645            | ▲1,449       | 巴士227          |                  |                  |          |

- 參考自各年度版《鐵道統計資料》、《鐵道統計》

## 注腳
1. 1 2 3  《日本鐵道旅行地圖帳》12 九州沖繩
2. 1 2 3 4  《帝國鐵道年鑑》昭和3年版
3. 1 2  『鉄道統計資料』昭和3年版（國立國會圖書館數碼化收藏）
4. ↑  「軌道特許状下付」『官報』1925年7月21日（國立國會圖書館數碼化收藏）
5. ↑  『地方鉄道及軌道一覧. 昭和10年4月1日現在』（國立國會圖書館數碼化收藏）
6. ↑  「軌道特許状下付」『官報』1929年4月22日（國立國會圖書館數碼化收藏）
7. ↑  在《全國乘合自動車總覽》1934中，共有2架巴士。關於巴士業務，於《全國乘合自動車業者名簿 : 昭和10年》中，日向軌道的總部所在地也是日軌自動車的總部所在地
8. ↑  No.14「残区間工事施工認可申請期限延期ノ件」『日向軌道（一）・自大正十四年至昭和九年』110頁
9. ↑  No.16「西米良村字越野尾同村字所間工事施工認可申請期限延期ノ件」『日向軌道（一）・自大正十四年至昭和九年』128頁
10. ↑  No.18「西米良村字越野尾同村字所間工事施工認可申請期限延期ノ件」『日向軌道（一）・自大正十四年至昭和九年』135頁
11. ↑  No.20「工事施工認可申請期限延期ノ件」『日向軌道（一）・自大正十四年至昭和九年』142頁
12. ↑  「軌道特許状一部失効」『官報』1935年8月28日（國立國會圖書館數碼化收藏）
13. ↑  矢部三雄《近代化遺産 国有林森林鉄道全データ(九州沖縄編)》熊本日日新聞社、2013年、56、201頁